# St. Cornelius (Lamersdorf)

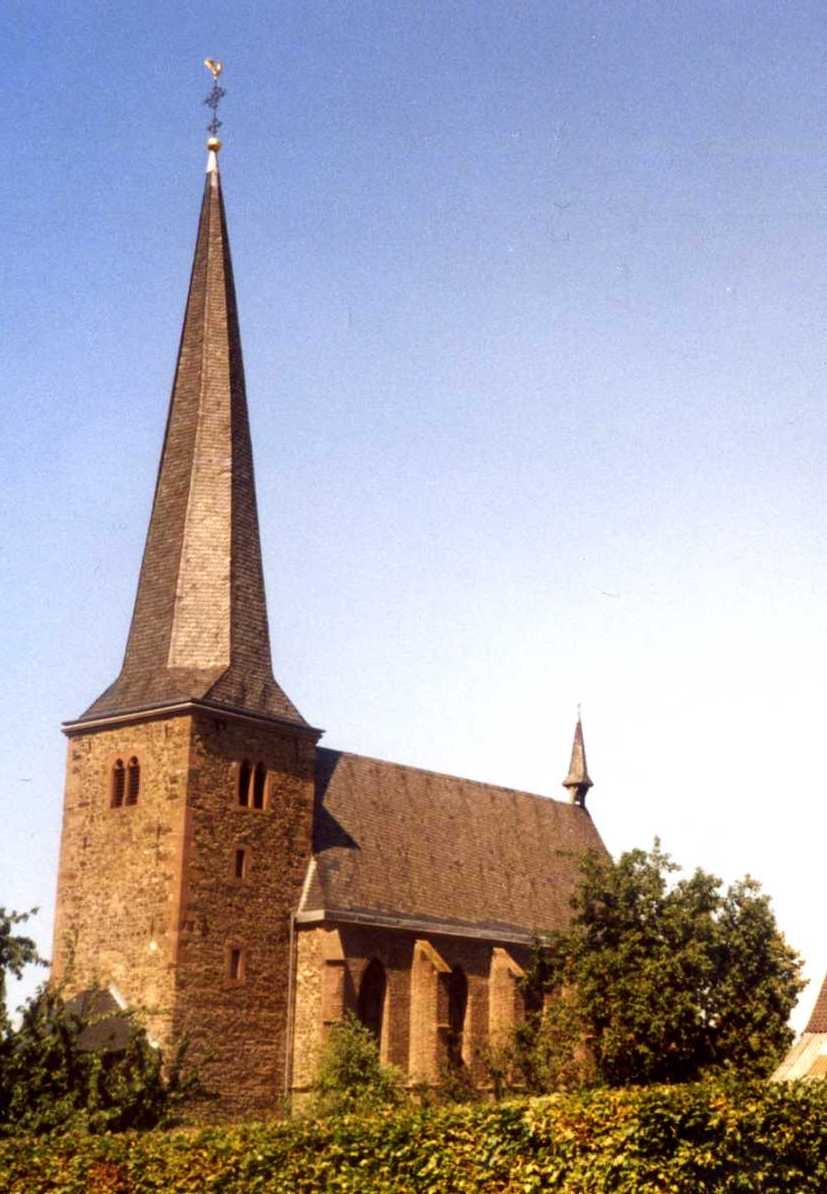
St. Cornelius in Lamersdorf

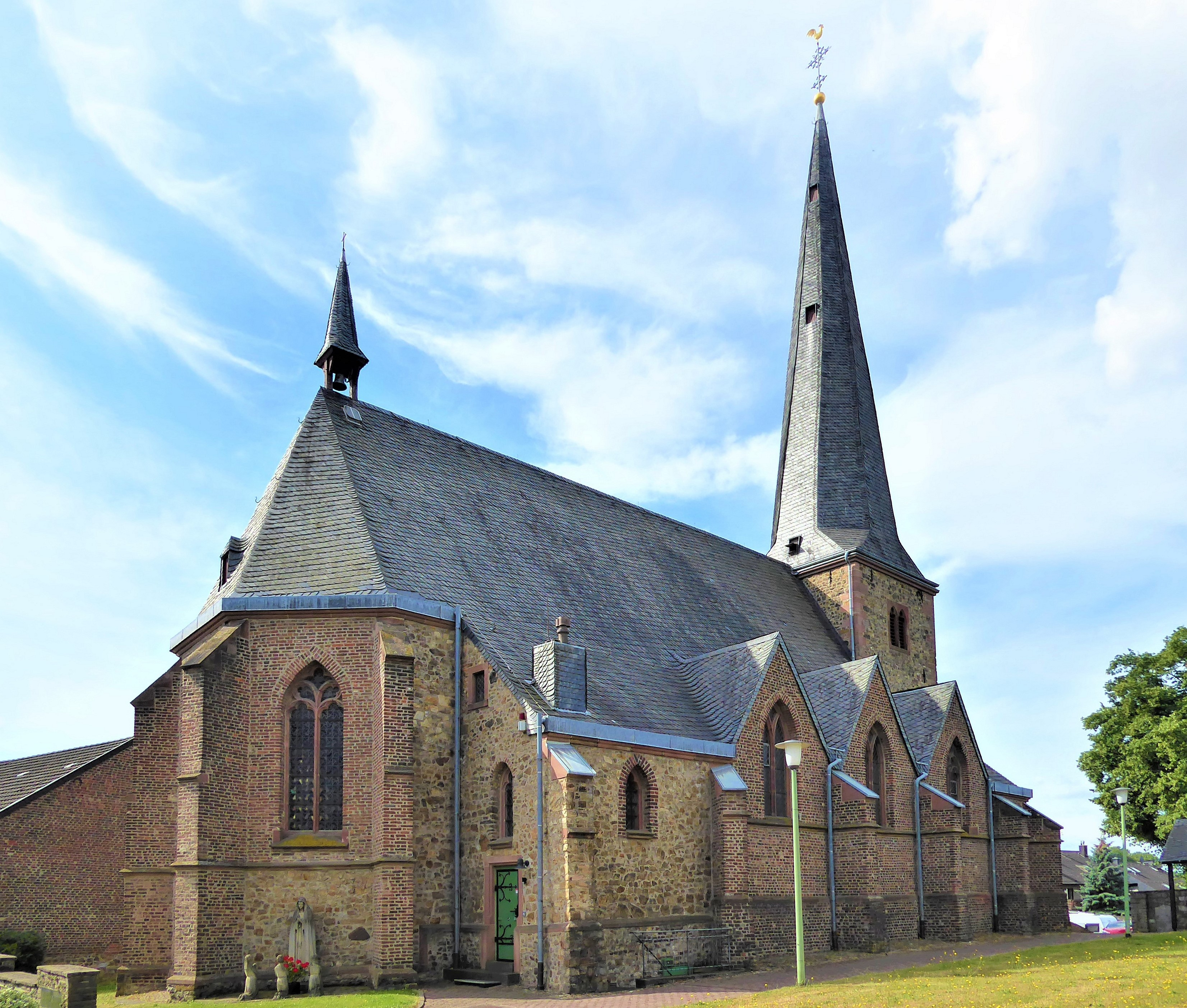
Ansicht von Nordosten

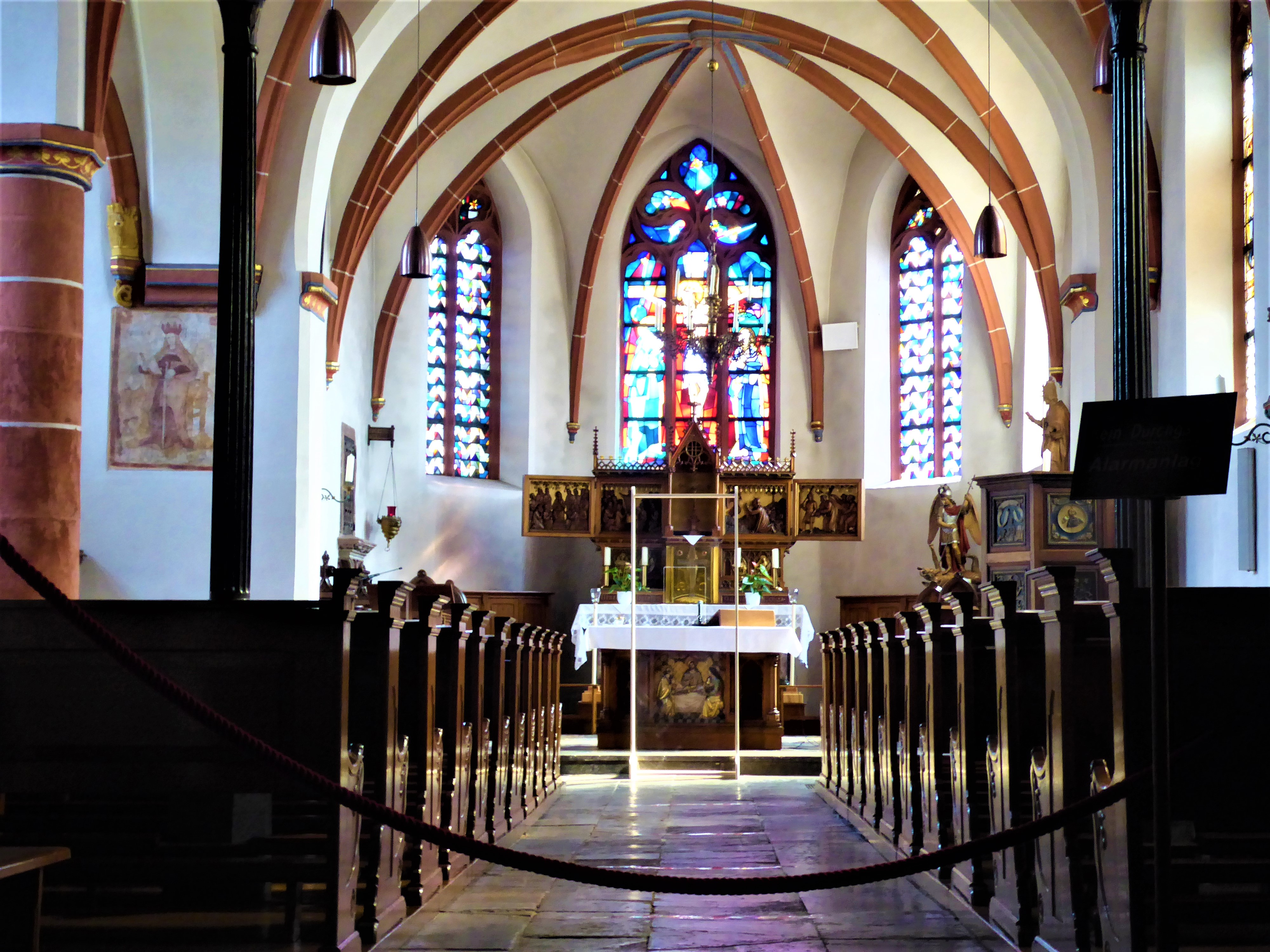
Inneres Richtung Chor

St. Cornelius ist die römisch-katholische Filialkirche des Indener Ortsteils Lamersdorf im Kreis Düren in Nordrhein-Westfalen.
Das Gotteshaus ist dem hl. Cornelius, als Zweitpatronin der hl. Katharina von Alexandrien geweiht und unter Nr. 24 in die Liste der Baudenkmäler in Inden (Rheinland) eingetragen.

## Geschichte

### Pfarre
Eine Kirche in Lamersdorf wurde erstmals um das Jahr 1308 im Liber valoris aufgeführt. Zu dieser Zeit war Lamersdorf bereits eigenständige Pfarrei. Das Kollationsrecht besaß der Herzog von Jülich. Herzog Gerhard von Jülich-Berg übertrug im Jahr 1438 dem Dürener Wilhelminenkloster gewisse Rechte an der Kirche. Bis 1802 gehörte die Pfarre zum Dekanat Jülich im Erzbistum Köln. Da das Erzbistum durch die Franzosen aufgelöst worden war, kam Lamersdorf an das neuerrichtete Bistum Aachen bis zur Auflösung 1821. Zwischen 1821 und 1930 gehörte die Pfarre wieder zum Erzbistum Köln und seitdem zum wiedererrichteten Bistum Aachen. Bis 1863 zählte zur Pfarre auch als Filialgemeinde Frenz mit der Kirche St. Nikolaus, bis der Ort in diesem Jahr von der Mutterpfarre abgetrennt und zur selbstständigen Pfarrei erhoben wurde.
Zum 1. Januar 2012 wurde die Lamersdorfer Pfarre nach über 700 Jahren ihrer ersten Erwähnung aufgelöst und mit den ebenfalls aufgelösten Pfarreien St. Nikolaus Frenz, St. Clemens und St. Pankratius Inden/Altdorf und St. Nikolaus Lucherberg zur neuen Großpfarre St. Josef, Inden fusioniert.

### Kirchengebäude
Über die um 1308 erwähnte Kirche ist nichts näheres bekannt.
Das heutige Gotteshaus wurde im 15. Jahrhundert im Baustil der Gotik aus Bruchstein-Mauerwerk erbaut. Im 18. Jahrhundert wurde die Vorhalle angebaut. In den Jahren von 1890 bis 1894 wurde die Kirche unter der Leitung des Aachener Architekten Peter Friedrich Peters grundlegend restauriert.
Im Zweiten Weltkrieg wurde die Kirche am 16. November 1944 sehr stark beschädigt. An einem Kreuz am Taufbecken sind nach wie vor Granatsplitter zu sehen. Die Schäden konnten bis 1950 behoben werden. Die bislang letzte Restaurierung fand 1990 statt.

## Architektur
St. Cornelius ist eine zweischiffige und dreijochige Hallenkirche aus Bruchstein-Mauerwerk im Baustil der Gotik. Das Langhaus besteht aus einem Hauptschiff und einem kleineren nördlichen Seitenschiff. Im Westen befindet sich der teilweise eingezogene und dreigeschossige Glockenturm. Er wird von einem achtseitigen Turmhelm bekrönt. Im Osten schließt sich an das Hauptschiff der zweijochige Chor an, der mit einem 3/8-Chorschluss schließt. An der Ostwand des Seitenschiffs und der Nordwand des Chors ist die Sakristei angebaut. Der gesamte Innenraum wird von Kreuzrippengewölben überspannt und die Fenster besitzen zwei- bis dreibahniges Maßwerk. Haupt- und Seitenschiff werden durch spitzbogige Arkaden getrennt, die auf Rundpfeilern ruhen.

## Ausstattung
Im Chor befindet sich eine Sakramentsnische aus der Bauzeit der Kirche. Die Kanzel ist eine Arbeit aus dem Jahr 1512. Weitere Ausstattungsstücke sind ein Kronleuchter aus der Zeit um 1600, eine Figur des Erzengels Michael aus Ton aus dem 18. Jahrhundert, eine Holzfigur der hl. Barbara von Nikomedien vermutlich aus dem 15. Jahrhundert, eine Figur des hl. Hubertus von Lüttich aus dem 17. Jahrhundert, eine Figur des hl. Cornelius aus dem 18. Jahrhundert sowie ein neugotischer Hochaltar aus den 1890er Jahren.
Bedeutend sind weiterhin drei Buntglasfenster im Hauptschiff. Sie wurden um das Jahr 1530 von einem unbekannten Glasmaler angefertigt und stellen den hl. Kaiser Heinrich II., den hl. Cornelius, die hl. Katharina, die hl. Klara von Assisi, die hl. Gertrud von Nivelles und den hl. Laurentius von Rom dar. Die übrigen Fenster sind Werke von Josef Strater aus dem Jahr 1954.
1997 erhielt die Kirche eine mechanische Schleifladenorgel mit 14 Registern. Diese Orgel wurde 1954 von der Orgelbauwerkstatt Walcker in Ludwigsburg für die evangelische Kirche in Fornsbach (Württemberg) erbaut. Orgelbaumeister Reinhart Tzschöckel in Althütte erweiterte die Orgel um zwei Register und baute sie für die Lamersdorfer Kirche um.

## Glocken
Drei Glocken stammen aus den Jahren 1400 und 1401, sie wurden von Heinrich von Gerresheim gegossen. Die vierte Glocke im Dachreiter wurde 1951 aus dem Metall der im Jahr 1853 gegossenen Vorgängerglocke gegossen, die im Zweiten Weltkrieg durch einen Durchschuss irreparabel beschädigt worden war.
| Nr. | Name | Durchmesser (mm) | Masse (kg, ca.) | Schlagton (HT-1/16) | Gießer                      | Gussjahr        | Sonstiges     |
| 1   | –    | 910              | 440             | a′ −2               | Heinrich von Gerresheim (?) | 1400            | -             |
| 2   | –    | 900              | 400             | b′ −6               | Heinrich von Gerresheim (?) | 1401            | -             |
| 3   | –    | 650              | 160             | es″                 | Heinrich von Gerresheim (?) | 15. Jahrhundert |               |
| 4   | –    | 450              | 58              | h″                  | Unbekannt                   | 1853/1951       | im Dachreiter |

## Sonstiges
Zu Ehren des Kirchenpatrons Cornelius wird im September eines jeden Jahres die Cornelius-Oktav gefeiert. In der Kirche befindet sich auch eine Reliquie dieses Heiligen.

## Pfarrer
Folgende Priester wirkten bis zur Auflösung der Pfarre als Pastor an St. Cornelius:
| von – bis | Name                                    |
| --------- | --------------------------------------- |
| 1925–1940 | Georg Roeben                            |
| 1940–1947 | Heinrich Flaam                          |
| 1947–1951 | Gerhard Beulen                          |
| 1951–1956 | Paul Krause                             |
| 1956–1987 | Anton Vanwersch                         |
| 1987–1991 | Jost Mattar                             |
| 1992–1994 | Claus Altenkamp                         |
| 1994–2000 | Hans-Otto von Danwitz                   |
| 2001–2009 | Norbert Kaniewski                       |
| 2009–2012 | Heinz Portz (2013 Auflösung der Pfarre) |